# MonoNeon
 (mars 2023).
La mise en forme du texte ne suit pas les recommandations de Wikipédia : il faut le « wikifier ».
Les points d'amélioration suivants sont les cas les plus fréquents. Le détail des points à revoir est peut-être précisé sur la page de discussion.
- Les titres sont pré-formatés par le logiciel. Ils ne sont ni en capitales, ni en gras.
- Le texte ne doit pas être écrit en capitales (les noms de famille non plus), ni en gras, ni en italique, ni en « petit »…
- Le gras n'est utilisé que pour surligner le titre de l'article dans l'introduction, une seule fois.
- L'italique est rarement utilisé : mots en langue étrangère, titres d'œuvres, noms de bateaux, etc.
- Les citations ne sont pas en italique mais en corps de texte normal. Elles sont entourées par des guillemets français : « et ».
- Les listes à puces sont à éviter, des paragraphes rédigés étant largement préférés. Les tableaux sont à réserver à la présentation de données structurées (résultats, etc.).
- Les appels de note de bas de page (petits chiffres en exposant, introduits par l'outil «  Source ») sont à placer entre la fin de phrase et le point final[comme ça].
- Les liens internes (vers d'autres articles de Wikipédia) sont à choisir avec parcimonie. Créez des liens vers des articles approfondissant le sujet. Les termes génériques sans rapport avec le sujet sont à éviter, ainsi que les répétitions de liens vers un même terme.
- Les liens externes sont à placer uniquement dans une section « Liens externes », à la fin de l'article. Ces liens sont à choisir avec parcimonie suivant les règles définies. Si un lien sert de source à l'article, son insertion dans le texte est à faire par les notes de bas de page.
- La présentation des références doit suivre les conventions bibliographiques. Il est recommandé d'utiliser les modèles {{Ouvrage}}, {{Chapitre}}, {{Article}}, {{Lien web}} et/ou {{Bibliographie}}. Le mode d'édition visuel peut mettre en forme automatiquement les références.
- Insérer une infobox (cadre d'informations à droite) n'est pas obligatoire pour parachever la mise en page.

Pour une aide détaillée, merci de consulter Aide:Wikification.
Si vous pensez que ces points ont été résolus, vous pouvez retirer ce bandeau et améliorer la mise en forme d'un autre article.
Dywane Thomas Jr, né le 6 août 1990, connu sous le nom de scène MonoNeon (anciennement "Polyneon"), est un  bassiste et musicien expérimental américain. Il est connu pour être l'une des dernières personnes à avoir travaillé avec Prince. MonoNeon a également joué avec l'artiste de R&B, récompensé aux Grammy Awards, Ne-Yo, sur son quatrième album studio. Il est originaire de Memphis, Tennessee.

## Jeunesse
Thomas est le fils d'un bassiste et a été influencé musicalement par sa famille,. Il commence à jouer de la basse à l'âge de quatre ans, de façon autodidacte. À environ 11 ou 12 ans, il joue avec The Bar-Kays, en tant que guitare basse solo. À l'âge de 14 ans, il joue de la basse avec le South Soul Rhythm Section, un groupe de jeunes musiciens issus de la Stax Music Academy à Memphis,. Le groupe a joué au Porretta Soul Festival en 2006,.

## Éducation
Au cours de son bref séjour au Berklee College of Music, il partage la scène avec David Fiuczynski. Après son départ de Berklee en 2010, Thomas part à Los Angeles pour jouer avec Fiuczynski et Alex Bailey (batteur) au Musicians Institute et au club de jazz The Baked Potato.

## Parcours professionnel

### Concerts et collaborations

#### 2009
Thomas participe au projet GospelChops Basse Sessionz Vol.1  avec Andrew Gouche, Hadrien Feraud, Damian Erskine, Janek Gwizdala, Anthony Nembhard, et Robert "Bubby" Lewis,.

#### 2010
Thomas joue de la basse sur l'album Libra Scale de l'artiste primé aux Grammy Awards Ne-Yo, et l'album Directions par Forest Won avec Georgia Anne Muldrow,. Thomas a été présenté dans l'article, "Bass to the Future", dans le numéro 52 du magazine UK Bass Guitar.

#### 2012
Thomas rejoint David Fiuczynski et l'ensemble Planet  Microjam,,. Il sort son album solo d'avant-garde : Down-to-Earth Art sous le nom de MonoNeon. 
Ses vidéos YouTube de reprises à la guitare basse du thème "Green Hill Zone" (issue du jeu Sonic The Hedgehog) et du thème du Martin Lawrence Show sont diffusées sur le site du magazine NoTreble,.

#### 2013
Thomas sort un album intitulé Southern Visionary , sous le pseudonyme de MonoNeon. Cet album comporte la participation de plusieurs musiciens microtonaux,.
Il sort également un album intitulé  Uncle Curtis Answered The Lobster Telephone,. Il se produit avec Sheri Jones-Moffett (nommée aux Grammy awards en 2010 ) pour le 40e anniversaire de The Recording Academy Memphis Chapter  à l'amphithéâtre de plein air du Levitt Shell. 
Il fait équipe avec le producteur, chanteur et instrumentiste Kriswontwo pour sortir l'EP : WEON,,,.

#### 2014
En juillet MonoNeon fait son premier concert en tant que bassiste pour les Screaming Headless Torsos au Jalisco Jazz Festival au Mexique.

### Travail avec Prince
En 2015, MonoNeon commence à jouer de la basse avec Prince et sa protégée, Judith Hill. Il participe à certains des spectacles lives produits à Paisley Park,,.
Le 11 janvier 2016, Tidal publie la piste Ruff Enuff par MonoNeon, seulement quatre jours et demi après son enregistrement initial. Ce morceau instrumental crédite Prince en tant que producteur et musicien aux claviers. Le lendemain, la piste est remplacée par une version vocale avec voix sur vocoder par Adrian Crutchfield.
En alternance avec son activité de pianiste solo, Prince met en place de nouveaux spectacles à Paisley Park avec MonoNeon comme son nouveau bassiste,.

### Distinctions médiatiques
L'on pourra indiquer entre autres faits médiatiques notables que MonoNeon a fait l'objet d'un article dans le numéro de janvier/février 2013 de Dig! Magazine, un magazine de jazz de Winnipeg.
Les œuvres microtonales et le manifeste artistique de MonoNeon ont été mentionnés en juin 2013 sur le site web The Rest Is Noise par Alex Ross, le critique musical du New Yorker.
L'une des vidéos de reprise par MonoNeon à la basse d'un arrangement/medley par KNOWER de chansons de Lady Gaga a été élue comme l'une des vidéos du Top 10 des vidéos les plus vues sur NoTreble (Mars 2014).
Une basse microtonale construite pour jouer les quarts de tons fabriquée pour MonoNeon par Tim Cloonan de CallowHill Guitars a été présentée, toujours sur NoTreble comme Bass of the Week.

## Technique musicale et influences artistiques

### Style de jeu
Alors que Thomas est droitier, il joue en gaucher sur une guitare basse pour droitier tenue à l'envers, ce qui lui permet d'utiliser une technique de bend prononcée sur les cordes supérieures. Le style ou technique de slap de Thomas est unique parce qu'il est exécuté à l'envers par rapport à la technique standard, mais il utilise toujours le pouce pour les slaps (les « frappés ») et les autres doigts pour les pops (les « tirés »). Il utilise aussi la technique du palm mute pour créer un timbre chaleureux, feutré, et avoir un peu plus de contrôle sur la longueur des notes. Dans un contexte libre et/ou d'improvisation, les auditeurs peuvent parfois entendre l'utilisation d'inflexions et d'ornements mélodiques issus de la musique indienne, y compris l'utilisation de gamakas. Un autre attribut du style de jeu de Thomas  est l'utilisation du hasard et des erreurs personnelles dans la performance, transformant éventuellement ses erreurs en éléments signifiants du discours musical,.
Le style de jeu global de Thomas à la basse peut être décrit comme « funky avec des caractéristiques inhabituelles », et a été remarqué par des musiciens connus comme Marcus Miller. Dans une interview du magazine Bass Player, Miller mentionne Thomas comme l'un des "young bad cats" qu'il a rencontrés sur la scène musicale.

### Travaux expérimentaux
Les œuvres expérimentales de Thomas sont très enfantines, en termes d'énergie présentée dans ses compositions. À l'écoute de certaines de ses pièces expérimentales, on peut entendre l'influence de John Cage.
L'idée de l'art conceptuel joue un rôle dans ses compositions musicales, comme en témoignent ses premiers enregistrements en 2011. Thomas a commencé par créer une vague idée d'improvisations mêlant guitare basse et radio AM/FM. Ces improvisations/compositions sont basées sur l'art radiophonique. Certaines de ces improvisations/compositions peuvent être entendues sur son album Introspection of PolyNeon. Le concept "Polyneon" a été créé par le biais de l'introspection et quand Thomas a cessé de penser à l'idée mondaine de devenir ou d'être un grand musicien,.

### Esthétique
Son parcours musical est fortement influencé par la southern soul, le blues et le funk.
Thomas est notamment connu pour jouer sur une "ready-made bass", un concept esthétique inspiré par son amour pour le dadaïsme et d'autres mouvements artistiques d'avant-garde. Les caractéristiques principales de ce "readymade bass" sont la chaussette couvrant l'ensemble de la tête de l'instrument et le nom de "Polyneon" (maintenant "Mononeon") sur le corps de la basse, et l'utilisation de ruban adhésif coloré et d'autres objets quotidiens ou triviaux sur ses instruments,,.
Il a résumé une partie de ses parti-pris esthétiques dans deux manifestes indiquant ses influences multiples (sources musicales populaires et folkloriques des États-Unis et artistes d'avant-garde entre autres).

## Discographie

### Albums Solos
- 2010  Polyneon
- 2011 Introspection of PolyNeon
- 2011 Noise Catharsis
- 2011 Johnnie Taylor and John Cage
- 2011 The Kitschy EP
- 2012 MonoNeon
- 2012 Ming Neon
- 2012 Down-to-Earth Art
- 2013 Southern Visionary
- 2013 Uncle Curtis Answered The Lobster Telephone
- 2014 John Cage on Soul Train
- 2015 MonoNeon Plays Speech
- 2015 Selfie Quickie
- 2017 Selfie Quickie 2wooo
- 2017 Welcome 2 Whateva The Fyuck
- 2017 A Place Called Fantasy
- 2018 I Don't Care Today (Angels & Demons in Lo-Fi)
- 2019 My Feelings Be Peeling
- 2021 Banana Peel On Capitol Hill

### Avec Ne-Yo
- 2010 Libra Scale

### Avec Georgia Anne Muldrow
- 2014 Ms. One

### Avec WEON
- 2013 WEON
- 2015 Neon the Won

### Avec Prince
- 2016 RUFF ENUFF (single)